# Великокняжеское
Великокняжеское — упразднённое в 1961 году село. Присоединено к селу Ольгинское (ныне Кочубеевское) Кочубеевского района Ставропольского края РСФСР. 
Одно из поселений России, основанное 63 семьями «русских немцев».
Hа момент основания (1863 год) делилось на Вольдемфюрст (нем. Wohldemfürst), что в переводе с немецкого «wohl dem Fürst» означает «блага князю», и Обердорф (нем. Oberdorf — «верхнее село»). Располагалось на возвышении над колонией Александродар, входило в состав Великокняжеской волости (нем. Amtsbezirk Welikoknjasheskoje), Баталпашинского округа Кубанской области.

## Этимология
Предположительно: названо в честь великого князя Михаила Павловича и/или Михаила Николаевича Романовых, — наместников Северного Кавказа, и, возможно, каким-то образом связь именования села прослеживается с князьями древней Германии также.

## География
Располагалось на левом берегу Кубани и к югу от Ставрополя (Либкнехтовский район Орджоникидзевского края).

## История
Великокняжеское — одно из поселений России основанное 63 семьями «русских немцев». На момент основания (1863 год) делилось на Вольдемфюрст (нем. Wohldemfürst), что в переводе с немецкого «wohl dem Fürst» означает «блага князю», и, Обердорф (нем. Oberdorf) — «верхнее село», которые находились на возвышении над колонией Александродар, входя в состав Великокняжеской волости (нем. Amtsbezirk Welikoknjasheskoje), Кубанской области, Баталпашинского округа, объединившей немецкие села: Александродар, Великокняжеское и Гогенфельд.
6 января 1860 года в селе Элизабетталь, Молочанской колонии, собрались 18 представителей из разных сел и подписали воззвание ко всем меннонитам, в котором сформулировали основные постулаты новой веры. Впоследствии на этих основах сформировалась новая Меннонитская братская община «новоменнониты», играющая ведущую роль среди меннонитов всего мира по сегодняшний день. Старое административное и церковное руководство колонии начало исключать из общин всех примкнувших к этому движению и организовало судебное преследование руководителей нового движения.
Исключение из общины грозило потерю статуса колониста — лишение земельного участка и всех привилегий. Иоган Классен, — один из ведущих руководителей движения новоменнонитов, совершил 2 поездки в Санкт-Петербург (с 27 марта по 23 мая 1860 года и с ноября 1860 по июнь 1862 года); в результате — 15 мая 1862 года, царем Александром Вторым был подписан указ о признании новоменнонитского движения и сохранения за его членами всех привилегий колонистов.
С декабря 1862 по июль 1881 года, брат царя — великий князь Михаил Николаевич Романов пребывал наместником на Кавказе: с 1864 года, князь — главнокомандующий Кавказской армией, а с 1865 года — Командующий войсками Кавказского военного округа; он то и предложил меннонитам переселиться на Кавказ за счет государства.
В августе 1862 года и мае 1863 года И. Классен с группой меннонитов совершил поездки на Северный Кавказ, и вновь — в июле и 19 августа, получив разрешение на переселение ста семей на участок размером в 6500 десятин земли в районе между слиянием рек Большой Зеленчук с Кубанью близ станицы Николаевская (в районе нынешних Невинномысска и Кочубеевского). Так появились села-колонии Вольдемфюрст и Александрфельд. Однако, в последний момент 23 семьи отказались от переселения и, в итоге, переселилось только 67 семей.
Среди переселенцев и жителей Великокняжеского были не только меннониты, но также и католики, лютеране, темплеры, адвентисты.

### Советский период в истории села
Из исторической справки архивного отдела администрации Кочубеевского муниципального района следует, что с 1917 года по 1961 год Либкнехтовский район неоднократно реорганизовывался и упразднялся. Село Великокняжеское было центром Либкнехтовского района.
Продразвёрстка, насильственная коллективизация и раскулачивание в период 1920—1930 годов не обошла стороной и жителей Великокняжеского, что привело к «голодомору» 1932—1933 годов как решающий эпизод в процессе становления репрессивной систем. Предприимчивые жители села по возможности выезжали на постоянное место в США и Канаду. Молодёжь искала возможность выживания и избегала насильственного раскулачивания на разрекламированных молодёжных стройках страны — в освоении Сибири, последующих голодомору лет.
Сотрудниками НКВД в 1937—1938 годах была проведена «немецкая операция»: согласно приказу народного комиссара внутренних дел СССР № 00439 от 25 июля 1937 года, все немцы, работавшие на предприятиях оборонной промышленности (или имеющих оборонные цеха) должны были быть арестованы. С 30 июля начались аресты и увольнения, а с осени 1937 года — массовая операция. Согласно директиве наркома обороны СССР 200ш все немцы, в числе представителей всех национальностей, не входящих в состав Советского Союза, были уволены из армии (Массовые операции НКВД). С началом Великой Отечественной войны началось депортация российских немцев в отдаленные регионы страны (Казахстан, Узбекистан, Сибирь) с ликвидацией немецких школ и техникумов, библиотек, изданий и т. п.
В сентябре 1941 года многие военнообязанные лица немецкой национальности были отправлены с фронта в тыловые части. В сентябре же 1941 года было предпринято поголовное выселение немецкого населения из районов их компактного проживания.
В начале Великой Отечественной войны, с 1941 по 1942 годы, всё немецкое население было сослано в Сибирь и Казахстан с обвинительной мотивировкой «немец — враг народа». Некоторые успешные «зажиточные» граждане села подверглись репрессиям до указанного периода. Архивные документы были направлены для хранения в архив Ставрополя. По требованию руководства было необходимо собраться в срочном порядке без великой поклажи и только с самым необходимым: …на месте всё есть для вашего обеспечения, — сообщалось гражданам. Во время транспортировки часть ссыльных погибла, часть переселенцев — умерли от голода и морозных зим в первый год существования на пустынных землях новых территорий, часть детей — потерялось во время остановок товарных вагонов поезда, в которых перевозили людей.
В августе 1942 года район был оккупирован фашистскими войсками, при чём восстановилось самостоятельное управление селами при избранном правлении из числа местных жителей, наладилось снабжение продуктами питания и товарами первой необходимости, было позволено трудиться в собственном хозяйстве и на собственном производстве. Коменданты и офицеры германской армии подселялись на временное проживание в домах местных жителей. С января 1943 года «Либкнехтовский район был освобожден Советской Армией от фашистской оккупации». Возобновилась советская летопись, под руководством «диктатуры пролетариата». Граждане, принявшие участие в восстановлении порядка на «оккупированной» территории и избранные сельчанами в качестве старост и управляющих, были осуждены по обвинениям «враг народа», «пособник врагу на оккупированных территориях», «антисоветская пропаганда».
С начала 1942 года мужчины в возрасте от 15 до 55 лет и женщины от 16 до 45 лет, у которых дети старше 3 лет, были мобилизованы в так называемые «рабочие колонны», позже получившие название «Трудармия». Трудармия была расформирована только в 1947 году. Выжившим немцам разрешалось вернуться в места выселения на Урал, в Сибирь и Казахстан, к своим родственникам. До 1956 года все без исключения немцы в местах своего проживания находились на спецпоселении и вынуждены были отмечаться ежемесячно в комендатуре. Они не имели права без разрешения коменданта покидать территории проживания, за нарушение режима спецпоселения им грозило наказание вплоть до 25 лет каторжных работ.
В 1950 году административный центр Либкнехтовского района был переведён в село Ольгинское.
После войны и отмены в 1955 году «комендатуры», в село почти никто не вернулся.
2 ноября 1956 года Либкнехтовский район был упразднен, а значительно опустевшие и обнищавшие населенные пункты, в том числе села Ольгинское и Великокняжеское, были переданы в состав Невинномысского района.
В 1959 году Невинномысский район был переименован в Кочубеевский, а центр района перенесен из города Невинномысска в с. Ольгинское.
В 1961 году села Ольгинское и Великокняжеское были объединены в один населенный пункт — село Ольгинское.
В 1961 году с. Ольгинское переименовано в село Кочубеевское.

## Социально-экономическое развитие
Село быстро благоустраивалось. Немецкая аккуратность и трудолюбие вызывали всеобщее уважение и восхищение. Дома строились на каменных фундаментах с высоким цоколем, крыши были двускатные, крытые черепицей. Потолки в домах были высокие, оштукатуренные, окна узкие и высокие. Полы деревянные, доски для пола перед настилом обрабатывали известью и под пол насыпали слой известковой пыли, так не заводились грызуны и гниль. Улицы были широкими, вымощенными камнем, имели тротуары. Разводились сады, закладывались виноградники, активно заводился племенной скот.
Развитию торговли способствовало выгодное географическое положение села на перекрестке торговых путей и железнодорожной станции. В селе появились предприятия по переработке сельскохозяйственной продукции: мельница, маслобойня, сыроварня, винодельни.
Свободные «колонисты» освобождались от каких-либо податей и повинностей, им гарантировалась свобода вероисповедания. Поселения их «устроены хорошо, чисто и аккуратно. Немцы хорошие хозяева, занимаются хлебопашеством и ведут усовершенствованную обработку земли: имеются жатки, паровые молотилки и сеялки. Кроме земледелия занимаются скотоводством, коневодством, разведением овец, садоводством, виноградарством и табаководством. Их ремесленные изделия настолько хороши, что окружающее население быстро их раскупает» — писалось в отчётах царствующим особам.
На площади земли в 2271 десятин развивалось молочное животноводство, коневодство, виноградарство, садоводство. Жителями села было организовано три древопитомника (лесопитомника). Действовали мех. и чугунолитный заводы Тиссенов, 3 склада с.-х. машин и инвентаря (И. Панкратц, Я. Герцен), 2-е лесопильни, сыроварня, маслобойня, кирпичный завод (Иаков Винес), 4 мельницы, кузница, мастерские: девять столярных, пять сапожных, сковородная, замочная, мастерская по ремонту двигателей. Организованы больница, аптека, кредитно-вспомогательная касса, потребительское товарищество, контора сиротского капитала. Дети обучались в средней школе, построенной в 1915 году. Был построен музыкальный зал.
С 1926 года — Сельсовет. К-з «Ленинфельд». Индустриально-земледельчиский техникум.
С депортацией немецкого населения, село районного типа постепенно пришли в упадок и больше не развивались теми бурными темпами, как это было в славные дореволюционные годы и в первые периоды после.

## Общественно-политическая жизнь

### Религия
В 1878 году был построен дом молитвы, разрушенный в период правления Советской власти. Часть жителей — католики, лютеране, темплеры, адвентисты.

### Светская жизнь
На территории села прошло собрание представителей немцев и меннонитов Северного Кавказа (18-19.6.1917).
В 1918 году создан Союз российских граждан Северного Кавказа немецкой национальности.

## Известные личности
- В селе родился известный русско-немецкий литератор А. Грюгер (1918—1987).
- С селом Великокняжеское связана судьба великой польской певицы Анны Герман, где родились её предки голландского происхождения — «новоменнониты» по вероисповеданию, бабушка и мама Ирма Мартенс (нем. Martens); католические предки по линии отца Анны (нем. Hörmann) прибыли в Россию (Украина) в 1823 году из немецкого Данцига (бывшая Пруссия, совр. Гданьск).
- В селе Великокняжеское родились бабушка и мама русского учёного и поэта А. Н. Погребного-Александрова, католические предки которого прибыли в Россию (Украина) в 1823 году из немецкого Данцига (бывшая Пруссия, совр. Гданьск).

## Статистика роста населения
В селе проживало: 63 немецкие семьи (до 1863), 445 (1882), 544/540 нем. (1889), 737 чел. (1894), 1030/847 нем. (1897), 1188 (1906), 1280 (1911), 1185 (1914), 1131 (1917), 509 (1918), 1338/1162 нем. (1926).

## Комментарии
1. ↑  В издании о переписи населения под редакцией Н. А. Тройницкого указано под названием Вольдемфирст.